# Diecezja Libmanan
Diecezja Libmanan, diecezja rzymskokatolicka na Filipinach. Powstała w 1989 z terenu archidiecezji Caceres jako prałatura terytorialna. Diecezja od 2009.

## Lista biskupów
- - Bp José Rojas Rojas Jr. (od 2008)
  - Bp Prospero Nale Arellano (1989 – 2008)